# Trésor de Hoby
Le trésor de Hoby est constitué du mobilier funéraire d'une tombe de l'âge du fer romain (entre le Ier et le Ve siècle) à Hoby, sur l'île de Lolland au Danemark. Il est découvert en 1920 lors du creusement d'un drain et fouillé par des archéologues du Musée national du Danemark. La partie la plus célèbre du trésor est constituée de deux coupes à boire romaines représentant des scènes de l'Iliade.

## Découverte et description

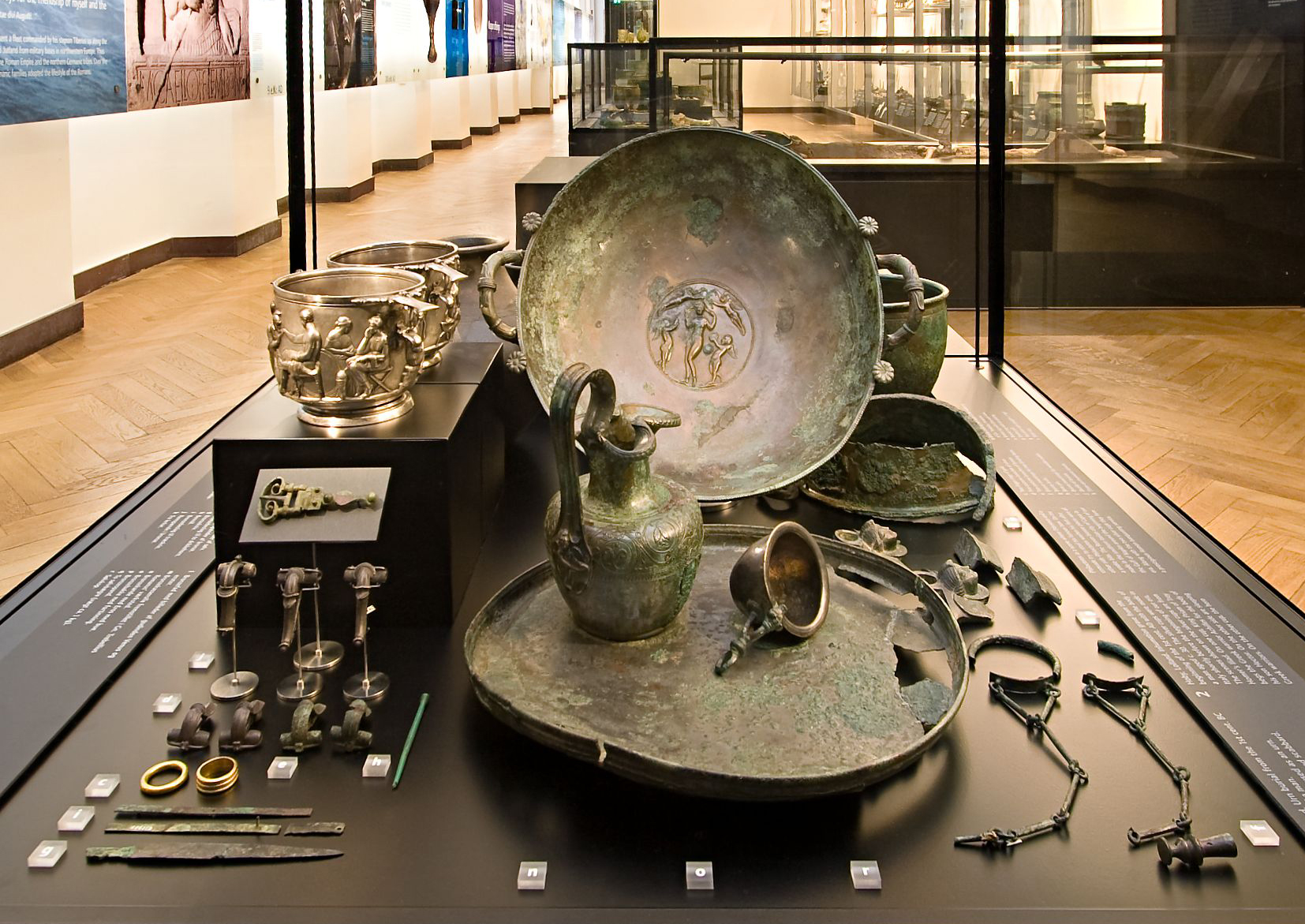
Les objets funéraires de la tombe du chef Hoby exposés au Musée national du Danemark

La tombe est découverte en 1920 à Hoby sur l'île danoise de Lolland. On suppose qu'il s'agissait de la tombe d'un chef et qu'elle contenait les restes d'un homme âgé entre 25 et 35 ans enterré au Ier siècle. L'analyse de plusieurs dents trouvées avec les restes indique que l'homme était originaire de la région et qu'il était âgé d'environ 25 à 35 ans au moment de son décès. Le corps était accompagné d'une riche quantité d'objets romains indigènes et importés. Les objets ont été remis au Musée national du Danemark.
Les objets les plus célèbres sont un service de table romain, fabriqué en Italie au début de notre ère. Il se compose d'un plat à vaisselle, d'un seau à vin avec une pelle, d'une cruche, d'un plateau et de deux tasses à boire. Les tasses à boire se distinguent comme la partie la plus célèbre de l'ensemble. Elles pèsent environ un kilo chacune, sont en argent et représentent des scènes de l'Iliade d'Homère. Elles sont signées par l'artisan Cheirisophos et comportent des gravures portant le nom de Silius, qui est supposé être le propriétaire romain originel des objets. Les autres objets découverts dans la tombe sont une autre coupe en argent avec une poignée en bronze, les montures en bronze d'une corne à boire manquante, un couteau en bronze, une épingle en os, un cercueil en bois, des feuilles de bronze et de fer, une boucle de ceinture, deux anneaux en or, sept fibules, trois récipients en poterie et deux jambons.

## Importance

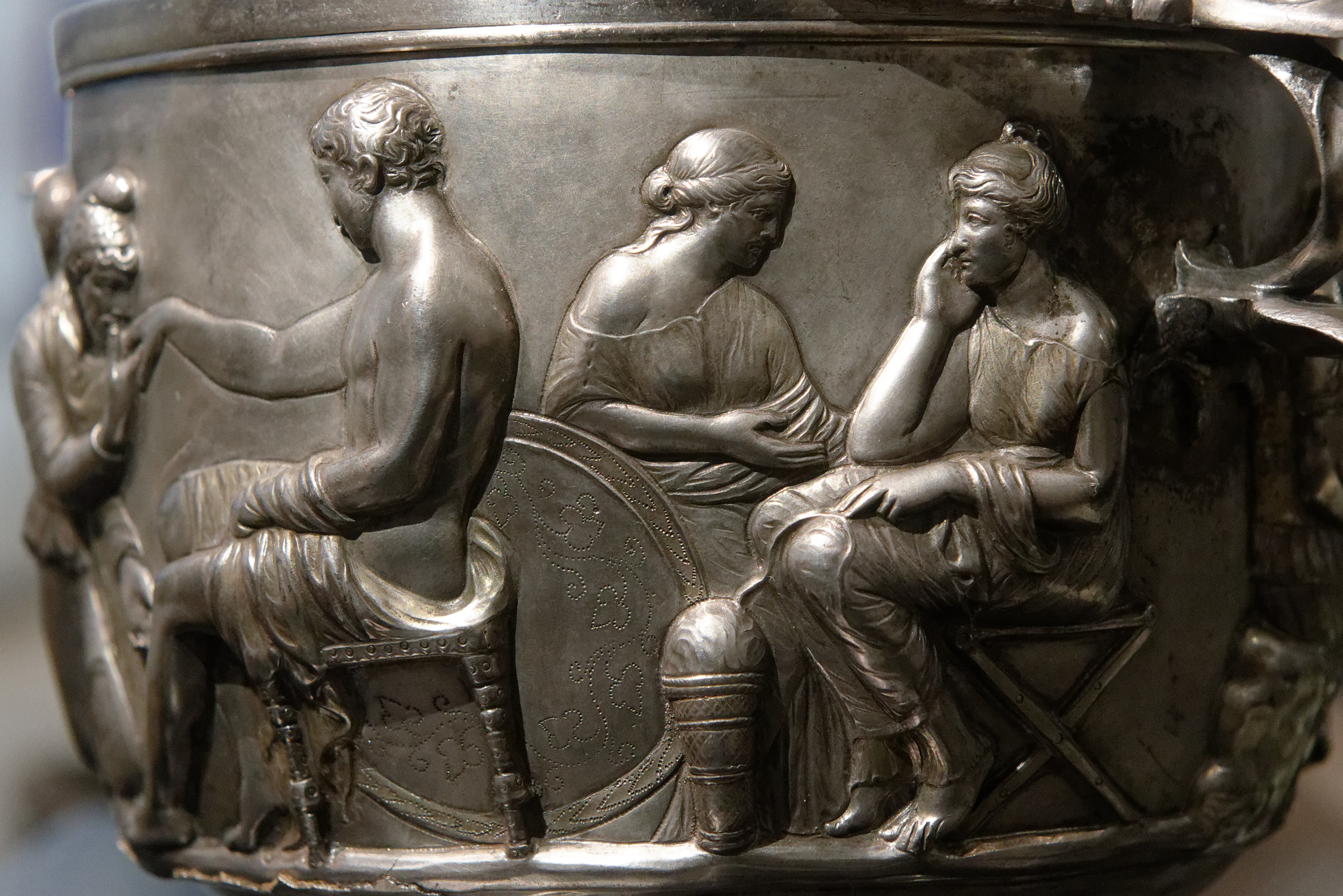
Détail du relief repoussé

Cette tombe est l'une des plus riches que l'on connaisse en Europe du Nord datant de cette époque.
Cette découverte est considérée comme un exemple d'une sépulture de prestige germanique ancienne. Il est important car il témoigne de l'interaction entre les peuples germaniques et romains (en). La vaisselle est interprétée comme faisant partie d'une tentative d'une élite locale de manifester un statut élevé en imitant les coutumes de boisson romaines. L'archéologue Knud Friis Johansen (de) a écrit que leur présence sur le site pourrait résulter d'une tentative consciente des Romains d'influencer les élites germaniques. Le Silius dont le nom figure sur les coupes pourrait avoir été le commandant Gaius Silius, qui fut en poste à Mayence en 14-21 après J.-C. Les coupes auraient pu être un cadeau direct ou indirect de Gaius Silius à l'homme enterré dans la tombe, bien que cela ne puisse être prouvé,. Selon Lucie Malbos, la scène représentée sur les objets valorise la civilisation, incarnée par Achille, tandis que Priam représente les peuples germaniques en position de soumission.
Le site est fouillé à nouveau en 2012. Cela est réalisé dans le cadre d’un projet visant à étudier la religion préchrétienne. En plus de Hoby, le projet impliquait des fouilles à Toftegård et Tissø sur Zealand, et à Gudme sur Funen. En 2016, des zones au sud et à l'est ont été étudiées en raison de la présence suspecte d'autres tombes, mais aucune n'a été trouvée à ce moment-là.